# Lăstun de mal
Lăstunul de mal (Riparia riparia) este o pasăre insectivoră, migratoare, din familia hirundinidelor, care cuibărește în aproape toată Europă, nordul Asiei (la est până în Kamceatka, la sud până în Turcia, Irak, Iran, nordul Mongoliei și nordul Chinei),  în cea mai mare parte a Americii de Nord și în nordul Africii (în Delta Nilului). Iernează în America de Sud, în Africa și în sud-vestul Asiei. Cuibărește în colonii în maluri abrupte ale râurilor, în cariere de nisip și pietriș din mai multe tipuri de habitat, inclusiv în apropierea fermelor, pe pășuni și mlaștini, de obicei în apropierea râurilor și a lacurilor.
În România cuibărește de-a lungul cursurilor de apă (Siret, Bahlui, Olt, Mureș, Someș, Criș, Dunăre ș.a.), în carierele de nisip sau chiar în pereții unor râpe. Populația cuibăritoare din România este estimată la 45.000-90.000 de perechi. În Republica Moldova este o specie comună, care cuibărește pe malurile abrupte ale râurilor (Nistru, Prut ș.a.), lacurilor și carierelor de nisip. Populația cuibăritoare din Republica Moldova este estimată la 4.000-7.000 de perechi cuibăritoare. Sunt descrise 5 subspecii: riparia, eilata, ijimae, shelleyi și innominata. În Europa (inclusiv în România și Republica Moldova) cuibărește subspecia nominată Riparia riparia riparia.
Este cea mai mică dintre speciile de rândunele din Europa. Are o lungime de 12-13 cm și o greutate de 11-19,5 g. Longevitatea maximă înregistrată în natură este de 10 ani, dar media este situată în jurul vârstei de 4 ani. Sexele sunt asemănătoare și nu se pot diferenția după penaj. Se recunoaște după talia mică, bărbia și gâtlejul albe și dunga pectorală întunecată bine conturată de pe piept. Este brun-pământie sau brun-cenușie deasupra, penele de pe părțile superioare au vârfurile deschise în penajul proaspăt. Remigele și rectricele sunt mai brun-închise cu un slab luciu verzui, coada puțin bifurcată. Părțile inferioare albe, cu o dungă pectorală lată brună pe piept ce separă gușa albă de abdomenul alb (dungă pectorală poate să se extinde în jos până la centrul abdomenului); tectricele subalare brun-închise. Strigătul este un "cirr" sau "trrit" repetat, iar cîntecul un ciripit slab.
Hrana este formată din insecte pe care le capturează din zbor deasupra apelor. Preferă țânțarii și alte insecte mici, deși câteodată vânează libelule aproape cât ea de mare. Adesea stă pe ramuri sau sârme, de unde urmărește prada. Este o specie monogamă, care cuibărește în colonii masive, care ajung până la 600-700 de cuiburi. Sosește în România și Republica Moldova din cartierele de iernare din Africa unde iernează în prima decadă a lunii aprilie. Cuibul și-l face într-o galerie orizontală adâncă, săpate de ambii parteneri timp de 12-14 zile în maluri abrupte nisipoase, în cariere de nisip și pietriș. La capătul galeriei (culoarului), lungă de 60 cm și lată de 4-6 cm, se află cuibul propriu-zis, căptușit cu pene și fire de iarbă. Cuibul nu este folosit în mai mulți ani de perechea respectivă, care sapă în fiecare primăvară o nouă galerie. Noaptea perechea doarme în cuibul proaspăt săpat, tot acolo având loc și cele mai multe împerecheri. Au fost observate frecvente împerecheri ale ambilor parteneri cu alte exemplare care aparțin altor perechi.  Spre sfârșitul decadei a doua a lunii mai, femela începe depunerea pontei care este completă spre sfârșitul lunii mai, fiind alcătuită din 2-7 (de obicei 4-5) ouă. Ouăle sunt clocite timp de 12-16 zile pe rând de ambii partenerii. După eclozare, puii rămân în cuib, unde sunt hrăniți de ambii părinți; pe măsură ce cresc încep să vină la intrarea în galerie unde preiau hrana de la adulți. După aproximativ 19 zile, perioadă ce variază cu 1-2 zile în plus sau minus, în funcție de abundența hranei din anul respectiv, puii devin zburători și părăsesc cuibul. După ieșirea din cuib, deși sunt total independenți, puii stau alături de părinții lor pentru încă o săptămână, iar seara revin la cuib. După această, colonia este abandonată, iar păsările adulte și tinerii formează stoluri mari, de până la 1.000 de exemplare. Cuplurile din sudul României, Dobrogea și sudul Moldovei adesea scot 2 serii de pui. În august-septembrie lăstunii de mal din România și Republica Moldova migrează la iernat în Africa.